# Luděk
Luděk je mužské křestní jméno. Podle českého kalendáře má svátek 26. srpna.
Luděk je původem česká odvozená domácká podoba českých jmen Ludomír a Ludoslav. Význam je jenž lidu přináší mír a slavící lid. Také jde o domáckou podobu německého jména Ludvík, která se později osamostatnila. Význam jména je „slavný válečník“.
Slovenskou obdobou je Ľudevít či Ľudovít. Ženská podoba tohoto jména je Luďka.

## Domácké podoby
Luděček, Ludík, Luďa

## Statistické údaje
Následující tabulka uvádí četnost jména v ČR a pořadí mezi mužskými jmény ve srovnání dvou roků, pro které jsou dostupné údaje MV ČR – lze z ní tedy vysledovat trend v užívání tohoto jména:
| Rok       | Četnost   | Pořadí      |
| 1999      | 16 295    | 52.         |
| 2002      | 16 240    | 52.         |
| Porovnání | o 55 méně | žádná změna |
| 2006      | 15 993    | 53.         |

Změna procentního zastoupení tohoto jména mezi žijícími muži v ČR (tj. procentní změna se započítáním celkového úbytku mužů v ČR za sledované tři roky 1999–2002) je +0,4%.

## Známí nositelé jména
- Luděk Bukač (1935–2019) – český hokejový trenér
- Luděk Eliáš (1923–2018) – český divadelní ředitel, herec, moderátor, publicista, režisér
- Luděk Fiala (* 1956) – český lékař, spisovatel a bývalý politik
- Luděk Hulan (1929–1979) – český jazzový kontrabasista
- Luděk Kopřiva (1924–2004) – český herec
- Luděk Marold (1865–1898) – český malíř a ilustrátor
- Luděk Munzar (1933–2019) – český herec, režisér a spisovatel
- Luděk Nekuda (1942–1988) – český moderátor, bavič a muzikant
- Luděk Pachman (1924–2003) – český šachista
- Luděk Rubáš (* 1953) – český lékař a bývalý politik
- Luděk Sobota (* 1943) – český herec, komik a moderátor
- Luděk Staněk (* 1974) – český moderátor, podcaster, stand-up komik a publicista
- Luděk Vimr (1921–2005) – český ilustrátor a grafik
- Luděk Zelenka (* 1973) – český fotbalista a fotbalový komentátor

## Fiktivní postavy
- Luděk Staněk – postava televizního seriálu Trpaslík
- Luděk Říha – postava televizního seriálu Most!